# Liel Abada
Liel Abada (en hébreu : ליאל עבדה), né le 3 octobre 2001 à Petah Tikva, est un footballeur israélien qui évolue au poste d'attaquant au Charlotte FC.

## Biographie

### Carrière en club

#### Débuts à Petah Tikva
Abada fait ses débuts professionnels pour le Maccabi Petah-Tikva le 15 janvier 2019, à l'occasion d'une victoire 4-1 à domicile contre le Hakoah Amidar en Coupe d'Israël, délivrant même une passe décisive sur le dernier but du match.
Et si après cette saison 2018-19 le club de Petah Tikva est relégué en deuxième division, l'équipe où Liel Abada est déjà devenue titulaire remonte directement dans l'élite israélienne la saison suivante,.
Fin 2020, Abada s'illustre en championnat israélien, où son équipe surprend, figurant même à la première place du classement début novembre.
Fort de ses performances, Liel Abada attire alors l'attention de plusieurs clubs européens au mercato hivernal, notamment l'AS Rome et surtout le Dynamo Kiev,,, où le transfert ne capote qu'au dernier moment à cause de désaccords sur les clauses du contrat.
Mais malgré ce transfert, le jeune Abada continue à s'illustrer en Ligat HaAl, où son équipe joue encore les premières places en deuxième partie de saison,,.

#### Celtic FC
Le 14 juillet 2021, Abada est transféré au Celtic FC à Glasgow, où il rejoint notamment son compatriote Nir Bitton,,.
S'imposant rapidement comme un élément clé du club écossais, il s'illustre par ses contributions offensives (avec 15 buts et 11 passes décisives),, permettant à un Celtic invincible en Premiership à partir de septembre d'être sacré champion en 2022, face à des Rangers pourtant finalistes européens et vainqueurs de l'édition précédente,.
La saison 2022-23 commence sur les mêmes bases pour Abada, ce dernier étant au centre d'une victoire record en Scottish Premiership où le Celtic l'emporte 9-0 chez le Dundee United. Déjà décisif sur les premiers buts de la rencontre, permettant à son coéquipier Furuhashi de marquer un triplé, l'ailier israélien marque ensuite lui-même son triplé, permettant au club de Glasgow d'égaler sa plus large victoire, mais cette fois à l'extérieur,,.

### Carrière en sélection
International israéliens dans toutes les équipes de jeunes, Liel Abada est convoqué une première fois avec la sélection israélienne senior en mars 2021, pour les éliminatoires de la Coupe du monde 2022, restant sur le banc lors du match nul contre l'Écosse puis la victoire contre la Moldavie.
Il fait finalement ses débuts avec Israël le 5 juin 2021 lors d'un match amical contre le Monténégro. Il y remplace Yonas Malede à la 61e minute alors que le score est de 0-0, le match se terminant par une victoire 3-1 à l'extérieur pour les israéliens.

## Palmarès
| Maccabi Petah-Tikva - Championnat d'Israël de football de D2 (1) - Champion en 2019-20 Celtic FC - Championnat d'Ecosse de football (3) - Champion en 2022, 2023 et 2024. - Coupe de la Ligue écossaise de football (2) - Vainqueur en 2021 et 2023. - Coupe d'Écosse de football (1) - Vainqueur en 2023 |